# Feelin'
『Feelin'』（フィーリン）は、日本の歌手、杏里の2作目のオリジナル・アルバムである。1979年6月21日発売。発売元はフォーライフ・レコード。

## 概要
- 帯コピー

 ★眩しすぎる海から吹き寄せる潮風のように……
杏里の・さ・わ・や・か・さ・のエッセンスをいっぱいにつめこんでみたのです――― 
デビューアルバム『杏里 -apricot jam-』から7か月で発売されたセカンドアルバム。先行シングル「地中海ドリーム」とB面曲「ときめき」が収録されている。鈴木茂が全ての編曲を担当しており、全曲のギター演奏でも参加したほか、坂本龍一や、佐藤博、高橋幸宏、小原礼、松任谷正隆などの一流ミュージシャンも演奏に参加している。
LP初販盤の帯の色は黄緑で、初回盤5万枚のみ大型カラーピンナップが封入されていた。 1984年に再発された際にはピンクに変更された。
2011年7月27日にリリースされたBlu-spec CDには、ともに初CD化となる5枚目のシングル表題曲「風のジェラシー」とB面曲「My Special Love Scene」がボーナストラックとして追加収録された。

## 収録曲

### LP / CT
| 全編曲: 鈴木茂。 |                       |          |            |      |
| #                | タイトル              | 作詞     | 作曲       | 時間 |
| 1.               | 「コルドバの踊り子」  | 尾崎亜美 | 尾崎亜美   | 3:40 |
| 2.               | 「九月の砂」          | 小林倫博 | 小林倫博   | 4:41 |
| 3.               | 「ブルー・ムーン」    | 尾崎亜美 | 尾崎亜美   | 3:40 |
| 4.               | 「スリップ アウェイ」 | 尾崎亜美 | 尾崎亜美   | 4:26 |
| 5.               | 「マホガニータウン」  | 三浦徳子 | AL HOFFMAN | 4:05 |

| 全編曲: 鈴木茂。 |                            |          |          |      |
| #                | タイトル                   | 作詞     | 作曲     | 時間 |
| 1.               | 「地中海ドリーム」         | 尾崎亜美 | 尾崎亜美 | 3:11 |
| 2.               | 「モーニング・フライト」   | 小林倫博 | 小林倫博 | 4:09 |
| 3.               | 「悲しみは窓の向こう」     | 福島邦子 | 福島邦子 | 2:54 |
| 4.               | 「ときめき」               | 尾崎亜美 | 尾崎亜美 | 3:46 |
| 5.               | 「めぐり来る季節のように」 | 福島邦子 | 福島邦子 | 3:57 |
| 6.               | 「海辺から」               | 三浦徳子 | 杏里     | 4:23 |

### CD
| 全編曲: 鈴木茂（特記以外）。 |                            |          |            |      |
| #                            | タイトル                   | 作詞     | 作曲       | 時間 |
| 1.                           | 「コルドバの踊り子」       | 尾崎亜美 | 尾崎亜美   | 3:40 |
| 2.                           | 「九月の砂」               | 小林倫博 | 小林倫博   | 4:41 |
| 3.                           | 「ブルー・ムーン」         | 尾崎亜美 | 尾崎亜美   | 3:40 |
| 4.                           | 「スリップ アウェイ」      | 尾崎亜美 | 尾崎亜美   | 4:26 |
| 5.                           | 「マホガニータウン」       | 三浦徳子 | AL HOFFMAN | 4:05 |
| 6.                           | 「地中海ドリーム」         | 尾崎亜美 | 尾崎亜美   | 3:11 |
| 7.                           | 「モーニング・フライト」   | 小林倫博 | 小林倫博   | 4:09 |
| 8.                           | 「悲しみは窓の向こう」     | 福島邦子 | 福島邦子   | 2:54 |
| 9.                           | 「ときめき」               | 尾崎亜美 | 尾崎亜美   | 3:46 |
| 10.                          | 「めぐり来る季節のように」 | 福島邦子 | 福島邦子   | 3:57 |
| 11.                          | 「海辺から」               | 三浦徳子 | 杏里       | 4:23 |

| #         | タイトル                  | 作詞       | 作曲      | 編曲      | 時間  |
| --------- | ------------------------- | ---------- | --------- | --------- | ----- |
| 12.       | 「風のジェラシー」        | 岡田冨美子 | 瀬尾一三  | 瀬尾一三  | 3:23  |
| 13.       | 「My Special Love Scene」 | 岡田冨美子 | 瀬尾一三  | 瀬尾一三  | 3:44  |
| 合計時間: | 合計時間:                 | 合計時間:  | 合計時間: | 合計時間: | 50:02 |

## 参考資料
- オリコン『ALBUM CHART-BOOK COMPLETE EDITION 1970-2005』オリコン・マーケティング・プロモーション、2006年4月。ISBN 978-4-87131-077-2。